# 橋村三郎
橋村 三郎（はしむら さぶろう、1926年1月30日 - 2013年6月7日）は、日本の医学者、生理学者。専門は神経生理学、電気生理学。鹿児島大学名誉教授、医学博士。

## 経歴
鹿児島県鹿児島市の谷山地区出身。4人兄弟の次男。旧制鹿児島県立第二鹿児島中学校（現鹿児島県立甲南高等学校）を経て、1944年に旧制第七高等学校造士館（現鹿児島大学）理科を卒業。1948年九州大学医学部を卒業。1953年から2年間、アメリカのロチェスター大学に留学。帰国後、九州大学医学部助教授（生理学教室第一講座所属）。論文「日本産トノサマガエルならびにヒキガエルの血液におけるK及びCaの含有量の季節的変動について」により、1956年8月九州大学から医学博士の学位を授与される。1964年7月鹿児島大学医学部教授（第二生理学教室第3代教授）に着任。電気生理学を専門とし、神経膜と脊髄を興味の対象として研究。また、第二生理学教室で南西諸島の毒ガニや毒魚の研究もおこなった。1985年～1987年に鹿児島大学医学部長も務めた。2004年瑞宝中綬章受章。